# Falion
Falion (ur. ok. 105 p.n.e., zm. 65/64 p.n.e.) – przedstawiciel dynastii herodiańskiej, stryj Heroda Wielkiego.
Był synem Antypasa I, zarządcy Idumei; bratem Antypatra i Józefa.
Zginął w czasie wojny domowej między Arystobulem II a Janem Hirkanem II. W jednym miejscu Józef Flawiusz podaje, że zginął pod Papyron, w innym, że niedaleko Filadelfii.
Istnieje hipoteza, że jego synem lub wnukiem miał być Antioch syn Faliona, zmarły w 22/23 lub 74/75 roku, pochowany w Scytopolis (Beth-Shean), którego sarkofag odkryto w 1922 roku.